# 157 (číslo)
Sto padesát sedm je přirozené číslo. Následuje po číslu sto padesát šest a předchází číslu sto padesát osm. Řadová číslovka je stopadesátý sedmý nebo stosedm a padesátý. Římskými číslicemi se zapisuje CLVII. 157. dnem v roce je 6. červen (v přestupných letech 5. červen).

## Matematika
Sto padesát šest je
- 12. trojciferné prvočíslo
- nešťastné číslo
- nepříznivé číslo
- v desítkové soustavě platí: 1572=24 649 a 1582=24 964. 157 je největší známé číslo, jehož druhá mocnina obsahuje tytéž číslice jako druhá mocnina čísla o 1 většího.
- v dvanáctkové soustavě se zapísuje třemi stejnými číslicemi: 15710=11112.

## Chemie
- 157 je neutronové číslo nejstabilnějšího izotopu fermia a nukleonové číslo čtvrtého nejběžnějšího izotopu gadolinia.[1]

## Doprava
- Silnice II/157 je česká silnice II. třídy na trase České Budějovice – Ledenice – Borovany – Trhové Sviny – Besednice – Kaplice-nádraží – Český Krumlov[2]

## Astronomie
- 157 Dejanira je planetka hlavního pásu

## Roky
- 157
- 157 př. n. l.